# Voluit De Panne Adinkerke
Voluit is een onafhankelijke politieke partij die actief is in De Panne en Adinkerke. Voluit ontstond uit de partij 'De Panne - Adinkerke Samen' (DAS), die werd opgericht in aanloop naar de gemeenteraadsverkiezingen van 2018. Onder de naam DAS behaalde de partij toen een meerderheid van 15 op 21 zetels, met Ann Vanheste als burgemeester.
In 2024 onderging de partij een naamswijziging en sindsdien heet ze 'Voluit'.